# 고안 천황
고안 천황(일본어: 孝安天皇 고안텐노[*], 기원전 427년 ~ 기원전 291년 2월 27일)은 일본의 제6대 천황(재위 : 기원전 392년 3월 3일 ~ 기원전 291년 2월 27일)이다. 일본식 시호는 야마토타라시히코쿠니오시히토노미코토 (《일본서기》 : 일본족언국압인천황, 일본어: 日本足彦国押人天皇, 《고사기》 : 대왜대일자국압인명, 大倭帯日子国押人命)이다. 고쇼 천황과 요소타라시히메노미코토의 사이에서 차남으로 태어났다. 황후는 조카딸인 오시히메(押媛)이다. 《고사기》와 《일본서기》에 계보만 기재되어 있고 사적의 기술은 없다. 특히 제2대 스이제이 천황부터 제9대 가이카 천황까지 8대의 천황이 이에 해당하며 이를 결사팔대(欠史八代/缺史八代)라고 한다. 고안 천황이라는 시호는 762년 경에 오미노 미후네(淡海三船)가 찬진한 시호이다. 후세 사가가 고안 천황을 일본 천황의 목록에 포함하였다. 그 실존여부에 대해서는 부정적인 견해가 강하지만 황릉은 존재하고 있다.

## 가족 관계

### 선조
- 조부 : 일본 제4대 천황 이토쿠 천황(懿德天皇, 기원전 553년 ~ 기원전 477년)
- 조모 : 아마토요쓰히메노미코토(天豊津媛命)
  - 아버지 : 일본 제5대 천황 고쇼 천황(孝昭天皇, 기원전 506년 ~ 기원전 393년) - 백제 제7대 사반왕이라는 설도 있음.
- 외조부 : 오와리씨(尾張氏) ?
- 외조모 : 미상
  - 어머니 : 요소타라시히메노미코토(世襲足媛尊)
    - 형 : 아마타라시히코쿠니오시히토노미코토(天足彦国押人命)
      - 조카딸 : 오시히메(押媛)

### 부인과 후손
- 황후 : 오시히메(押媛)
  - 장남 : 오키비노모로스스미노미코토(大吉備諸進命)
  - 차남 : 오야마토네코히코후토니노미코토(大日本根子彦大瓊尊, 기원전 342년 ~ 기원전 215년) 일본 제7대 천황 고레이 천황(孝靈天皇)

| 전 임 고쇼 천황 | 제6대 일본 천황 기원전 392년 3월 3일? ~ 기원전 291년 2월 27일? | 후 임 고레이 천황 |

## 같이 보기
- 일본 천황